# 이승환의 음반 목록
이 목록은 이승환이 발표한 음반과 기타매체, 참여한 음반들의 목록이다.

## 정규음반
1집 : B.C 603
- 발매일 : 1989년 10월 15일 / 재발매 1992년

1. 텅 빈 마음 (작사:류화지 작곡:류화지)
2. 크리스마스에는 (작사:이승환 작곡:이승환)
3. 가을 흔적 (작사:이승환 작곡:이승환)
4. 비추어주오 (작사:이승환 작곡:이승환)
5. 사랑의 세상으로 (작사:이승환 작곡:이승환)
6. 기다린 날도 지워질 날도 (작사:오태호 작곡:오태호)
7. 좋은 날 (작사:오태호 작곡:이승환)
8. 눈물로 시를 써도 (작사:오태호 작곡:오태호)
9. 그냥 그런 이야기 (작사:이승환 작곡:이승환)
10. 친구에게 (작사:이승환 작곡:이승환)

2집 : Always
- 발매일 : 1991년 7월 15일 / 재발매 1992년 / 재발매 2004년 (작곡가와의 저작권 문제로 1,3번 트랙삭제)

1. 너를 향한 마음 (작사:어수은 작곡:어수은 편곡:조동익)
2. 세상에 뿌려진 사랑만큼(작사:오태호 작곡:오태호 편곡:조동익)
3. 회상이 지나간 오후 (작사:어수은 작곡:어수은 편곡:김현철)
4. 먼 시간 속의 추억(작사:손진태 작곡:손진태 편곡:손진태)
5. 하숙생(작사:김석야 작곡:김호길 편곡:장기호)
6. 슬픔에 관하여(작사:이승환 작곡:이승환 편곡:김현철)
7. 나는 나일 뿐(작사:오태호 작곡:오태호 편곡:조동익)
8. 이 밤을 뒤로(작사:오태호 작곡:이승환 편곡:박성식)
9. 사랑하는 걸(작사:이승환 작곡:이승환 편곡:조동익)
10. 아무래도 좋아(작사:이승환 작곡:이승환 편곡:서재형)
11. 이 세상은...(작사:손진태 작곡:손진태 편곡:손진태)

3집 : My Story
- Produced by 이승환
- 발매일 : 1993년 9월

1. MY STORY (작사:이승환 작곡:박용준)
2. 내게(작사:김광진 작곡:김광진 편곡:김현철)
3. 잃어버린 건... 나 Part III (작사:이승환 작곡:이승환 편곡:서재형)
4. 남자는? 여자는?(작사:이승환,김은선 작곡:이승환 편곡:박용준)
5. 너의 기억(작사:정석원 작곡:정석원 편곡:정석원)
6. 무너져버린 믿음 앞에서(작사:이승환 작곡:이승환 편곡:조규만)
7. 사랑에 관한 충고(작사:정석원 작곡:정석원 편곡:정석원)
8. 덩크 슛(작사:김광진 작곡:김광진 편곡:김현철)
9. Radio Heaven(작사:김광진 작곡:김광진 편곡:박용준)
10. 화려하지 않은 고백(작사:오태호 작곡:오태호 편곡:손진태)
11. 내 어머니(작사:이승환 작곡:박용준 편곡:박용준)

4집 : Human - the Different Side
- Produced by David Campbell, 정석원, 이승환
- 발매일 : 1995년 6월

water side
1. 천일동안(작사:이승환 작곡:김동률 편곡:David Campbell)
2. 악녀탄생(작사:정석원 작곡:정석원 편곡:정석원)
3. 체념을 위한 미련(작사:이승환 작곡:이승환)
4. 다만(작사:김동률 작곡:김동률 편곡:김현철)
5. 흑백영화처럼(작사:정형진 작곡:김광진)
6. 참을 수 없는 존재의 시시함(작사:정형진 작곡:서재형)
7. 내가 바라는 나(작사:이승환 작곡:이승환)

Fire side
1. 이별에 대처하는 우리의 자세(작사:이승환 작곡:이승환)
2. 부기우기(작사:유희열 작곡:최진우)
3. 변해가는 그대(작사:유희열 작곡:유희열 편곡:유희열)
4. 멋있게 사는 거야(작사:이승환 작곡:이승환)
5. 너의 나라(작사:이승환 작곡:이승환 편곡:이승환, 남정호)
6. 지금쯤 너에게(작사:이승환 작곡:이승환)

5집 : CYCLE
- Produced by 이승환, David Campbell, 유희열, Kim Bullard
- 발매일 : 1997년 1월

1. 아이에서 어른으로 1(작사:이승환 작곡:이승환 편곡:David Campbell)
2. 붉은 낙타 (작사:이승환 작곡:이승환,유희열 편곡:Kim Ballard)
3. 백일동안 (작사:오태호 작곡:이승환,유희열 편곡:David Campbell)
4. 늑대들의 합창 (작사:이승환 작곡:이승환 편곡:유희열,Brain Peters)
5. 세상사는 건 만만치가 않다 (작사:이승환 작곡:이승환 편곡:조동익)
6. 애원 (작사:이승환,이지은 작곡:이승환,유희열 편곡:David Campbell)
7. 푸념 (작사:이승환 작곡:이승환,유희열 편곡:유희열)
8. 사자왕(작사:이승환,김은선 작곡:이승환,유희열 편곡:David Campbell)
9. 흡혈귀(작사:이승환 작곡:최진우 편곡:Kim Ballard)
10. 아이에서 어른으로 Ⅱ(작사:이승환 작곡:유희열 편곡:유희열)
11. 미용실에서(작사:이승환,이지은 작곡:최진우 편곡:최진우)
12. 그가 그녈 만났을 때 (작사:이승환 작곡:김광진 편곡:David Campbell)
13. 아침산책(작사:이승환,이지은 작곡:이승환,유희열 편곡:David Campbell)
14. 가족(작사:이승환,이지은 작곡:이승환,유희열 편곡:David Campbell)
15. 아이에서 어른으로 Ⅲ(작사:이승환 작곡:이승환,유희열 편곡:유희열)

6집 : The War in Life
- Produced by 이승환

1. 대예언(작사:이승환 작곡:이승환 편곡:황성제)
2. 그대는 모릅니다 (작사:이승환,이지은 작곡:이승환,유희열 편곡:David Campbell)
3. 애인간수(작사:이승환 작곡:이승환,황성제 편곡:황성제)
4. 세 가지 소원(작사:이규호 작곡:이규호 편곡:Steve Dady)
5. 첫 날의 약속(작사:이승환 작곡:이승환,유희열 편곡:최진우)
6. 고함(작사:이승환 작곡:이승환,유희열 편곡:Steve Dady)
7. 나는(작사:이승환 작곡:이승환,유희열 편곡:Steve Dady)
8. 오늘은 울기 좋은날(작사:이승환 작곡:이승환,유희열 편곡:Steve Dady)
9. 귀신 소동(작사:이승환 작곡:이승환 편곡:최진우)
10. 못 말리는 봉팔이(작사:이승환 작곡:이승환,유희열 편곡:이승환,Brian Matheson)
11. Rumour(작사:이승환,인은아 작곡:MGR 편곡:Steve Dady)
12. Let It All Out(작사:이승환,이지은 작곡:이승환 편곡:Steve Dady)
13. The Battle
14. 나의 영웅(작사:이승환 작곡:이승환,유희열 편곡:David Campbell)
15. 당부(작사:이승환 작곡:이승환,유희열 편곡:유희열,윤상)
16. & the Future / 새대가리 (hidden track)

7집 : Egg
- Produced by 이승환

CD 1 (SUNNY SIDE-UP)
1. 잘못(작사:이승환,이지은 작곡:이승환,유희열 편곡:박용준)
2. A Song for You(작사:이승환 작곡:이승환 편곡:황성제)
3. Christmas Wishes(작사:PNL1999,이승환 작곡:PNL1999,유희열 편곡:유희열,김태훈)
4. 기다림(작사:이승환,이지은 작곡:이승환,유희열 편곡:유희열)
5. ...사랑하나요!?(작사:이승환,이지은 작곡:이승환,유희열 편곡:Frank Martin)
6. 삼촌 장가가요(작사:이승환,이지은 작곡:이승환,유희열 편곡:Frank Martin)
7. 晩秋(만추)(작사:이승환,이지은 작곡:이승환,유희열 편곡:유희열)
8. 이별... 그 찰나의 혼돈(작사:이승환 작곡:이승환 편곡:황성제)
9. 푸른 아침 상념(작사:이지은 작곡:정지찬 편곡:Paul Mills)
10. 나 잡아봐라(작사:이승환,이지은 작곡:이승환 편곡:황성제)
11. 춤바람(작사:이승환 작곡:이승환 편곡:Frank Martin)
12. 엄마(작사:이승환 작곡:이승환 편곡:유희열,황성제)

CD 2 (OVER EASY)
1. 왜?(작사:이승환,이지은 작곡:이승환 편곡:황성제,Michael Rosen)
2. 위험한 낙원(작사:이규호 작곡:이규호 편곡:Frank Martin,이규호)
3. Waiting for Payback Time(작사:정석원 작곡:정석원 편곡:정석원)
4. Warning(작사:이승환,이지은 작곡:이승환 편곡:Paul Mills)
5. 확인(작사:이승환,이지은 작곡:정지찬 편곡:정지찬)
6. 觀(관)(작사:이승환 작곡:이승환 편곡:윤경로)
7. I Hate It(작사:이승환 작곡:이승환,유희열 편곡: 유희열,Saint Binary)
8. Enemy Within(작사:이승환,이지은 작곡:이승환 편곡:Michael Rosen)
9. Workaholic(작사:이승환,이지은 작곡:이승환 편곡:Michael Rosen)
10. 同志(동지)(작사:이승환 작곡:이승환,유희열 편곡:황성제)
11. Fight!!(작사:이승환 작곡:이승환,윤경로 편곡 Michael Rosen)
12. Fight (hidden track)

8집 : KARMA
1. 심장병 (작사:조은희 작곡:이승환,황성제 편곡:황성제)
2. 물어 본다 (작사:이승환 작곡:정지찬 편곡:정지찬)
3. 나무꾼의 노래 (작사:이규호 작곡:이규호 편곡:황성제)
4. Happy wedding song (작사:이승환 작곡:이승환 편곡:황성제)
5. 마지막 인사 (작사:이승환 작곡:이재명)
6. I envy you (작사:이승환 작곡:이승환,윤경로 편곡:Ellis Hall)
7. 연애박사 (작사:이승환 작곡:이승환,황성제 편곡:황성제)
8. Karma (작사:이승환 작곡:이승환 편곡:황성제)
9. Quiz show (작사:이승환 작곡:이승환,윤경로 편곡:이승환,윤경로)
10. 하찮은 사랑 (작사:이승환 작곡:이재명 편곡:이재명)
11. 변종 (작사:이승환 작곡:이승환, 최진우 편곡:최진우)
12. Notorious (작사:이승환 작곡:이승환,윤경로 편곡:황성제)
13. 시련은 끝난다. (작사:이승환 작곡:이승환,황성제 편곡:정지찬)

9집 : Hwantastic
1. 이 노래 (작사:이승환 작곡:전해성 편곡:전해성)
2. 그늘 (작사:이규호 작곡:이규호 편곡:정지찬)
3. 건전 화합 가요 (feat. 45RPM) (작사:이승환 작곡:이승환,황성제 편곡:황성제)
4. 어떻게 사랑이 그래요 (작사:이승환 작곡:이승환,황성제 편곡:황성제)
5. 남편 (작사:이승환 작곡:이승환 편곡:황성제)
6. 달빛소녀 (feat. 정성미) (작사:이승환 작곡:이승환, 황성제 편곡:황성제)
7. 소통의 오류 (작사:이승환 작곡:이승환 편곡:최진우)
8. 울다 (작사:이승환 작곡:이승환,황성제)
9. 손 (작사:이승환 작곡:황성제)
10. Rewind (작사:이승환)
11. Pray for me (작사:이승환 작곡:이승환,조삼희 편곡:정지찬)
12. We are the dreamfactory (feat. Jessica H.O) (작사:이승환 작곡:3RD PLANET 편곡:3RD PLANET)
13. No pain no gain (feat. JP) (작사:이승환 작곡:이승환,황성제 편곡:3RD PLANET)

10집 : DREAMIZER
1. 이별기술자(작사:이승환 작곡:유지상 편곡:황성제,유지상)
2. 반의 반(작사:이승환,정지찬 작곡:정지찬 편곡:정지찬)
3. A/S(작사:이승환 작곡:이승환,황성제 편곡:황성제)
4. Dear son (Feat. Heritage)(작사:이승환 작곡:이승환,황성제 편곡:황성제)
5. 롹 스타되기 (Feat. 윤도현 For YB, 요한 For PIA, 이성우 For NOBRAIN)(작사:이승환, 작곡:이승환 편곡:3rd Planet)
6. 단독전쟁(작사:이승환 작곡:이승환, 황성제)
7. Reason(작사:이규호 작곡:이규호 편곡:이규호)
8. 완벽한 추억(작사:이승환 작곡:권순관(노 리플라이) 편곡:황성제, 권순관)
9. My Fair Lady (Feat. 서우)(작사:이승환 작곡:이승환,황성제 편곡:황성제)
10. 구식사랑 (Feat. 이주한 For Winterplay, Lyn)(작사:이승환 작곡:이승환 편곡:황성제)
11. Wonderful Day (Feat. 박신혜)(작사:이승환 작곡:이승환, 3rd Planet 편곡:3rd Planet)
12. 내 생애 최고의 여자(작사:이승환 작곡:이승환,3rd Planet 편곡:3rd Planet)
13. 개미혁명(작사:이승환 작곡:이승환 편곡:황성제)

Hidden Track: Nann babo (Feat. 허일후, 유희열)

11집 : Fall to Fly 前
1. Fall to Fly   (이승환/ 이승환,황성제/ 황성제,Ken Song)
2. 너에게만 반응해 (Chorus Feat. 이소은) (이승환/ 이승환,황성제/ Don Spike, 황성제
3. 어른이 아니네   이승환 /이승환, 황성제 /황성제, Shaun
4. 화양연화   이규호/ 이규호 /황성제, Paul Mills
5. 내게만 일어나는 일 (Feat. MC 메타) 이승환, Rap: MC 메타 /이승환, 황성제/ 황성제
6. Life's So Ironic   이승환 /이승환, 황성제 /황성제
7. Star Wars   이승환 /이승환 /황성제
8. Sorry (Feat. 이보영) 이승환 /이승환, 황성제 /황성제
9. 비누 (Duet with 김예림) 이승환/ Wasabii Sound/ Wasabii Sound
10. 함께 있는 우리를 보고 싶다   도종환/ 이승환, 황성제/ 황성제, David Davidson

## 비정규음반
이오공감 (25共感)
- 발매일 : 1992년 6월

1. 이오 LIVE! 꿈꾸는 소년
2. 우리
3. 잃어버린 건 ... 나 Part 1, Part 2
4. 프란다스의 개
5. 늘 그런 세상이면 좋겠다
6. 나만 시작한다면
7. 한사람을 위한 마음
8. 밤이나 낮이나
9. 그저 친구
10. 사랑이 그리운 날들에

- 오태호와 같이한 프로젝트 그룹 이오공감. 발표된 음반은 상기의 하나이며. 후속활동은 없었다.

The Show: Tour 1992-1993
- 발매일 : 1993년 5월
  - CD Track

1. 사랑의 세상으로
2. 세상에 뿌려진 사랑만큼
3. 비추어 주오
4. 가을 흔적
5. 나는 나일뿐
6. 사랑하는 걸
7. 프란다스의 개
8. 기다린 날도 지워질 날도
9. 텅 빈 마음
10. 이오 LIVE
11. 꿈꾸는 소년
12. 한 사람을 위한 마음
13. 하숙생
14. 좋은날
15. 그냥 그런 이야기
16. 잃어버린건…나
17. 친구에게
18. Ending

- LP/Tape Track(더블 LP, 더블 Tape으로 출시)

L
1. VIDEOTRO (아무래도 좋아)
2. 사랑의 세상으로
3. 너를 향한 마음
4. 세상에 뿌려진 사랑만큼
5. 비추어 주오+가을 흔적

I
1. 나는 나일뿐 + 사랑하는 걸
2. 프란다스의 개
3. 기다린 날도 지워질 날도
4. 이 세상은

V
1. 크리스마스에는
2. 텅빈 마음
3. 이오 LIVE
4. 꿈꾸는 소년
5. 좋은 날

E
1. 한사람을 위한 마음
2. 하숙생
3. 그냥 그런 이야기+잃어버린 건....나
4. 친구에게

- 이승환의 첫 번째 라이브 앨범.
- LP/Tape 2장 분량을 CD 한 장에 집어넣으면서 위에 밑줄 친 4곡이 삭제됨.

이승환 & 더 클래식 해피 크리스마스
- 발매일 : 1994년

1. 크리스마스에는 [이승환]
2. 이맘때쯤 우리가 늘 궁금해 하던 이야기들 [더 클래식]
3. White Christmas [이승환, 박인영]
4. 고요한 밤 거룩한 밤 [백동우]

- 더 클래식과 함께한 크리스마스 캐롤 음반.

His Ballad
- 초판 발매일: 1997년 10월

1. 천일동안
2. 너를 향한 마음
3. 이상과 현실
4. 너의 기억
5. 그들이 사랑하기까지
6. 회상이 지나간 오후
7. 다만
8. 화려하지 않은 고백
9. 애원
10. 마법의 성
11. 그가 그녈 만났을 때
12. 내가 바라는 나
13. 침묵의 기록
14. 눈물로 시를 써도
15. 한 사람을 위한 마음
16. 텅빈마음
17. 가족
18. 내 어머니

- 재판부터 2, 6번 트랙은 작곡가와의 저작권 문제로 삭제 됨.
- His Ballad2가 출시되면서 같이 출시된 개정판에서 16번 트랙이 삭제됨.

- 개정판에서는 14~15트랙 사이에 13번째 트랙(2,6번 트랙이 빠졌기 때문에)으로 "슬픔에 관하여" 추가됨.

유치뽕
- 발매일 : 1998년 8월

1. 세상에 뿌려진 사랑만큼
2. 통화남녀
3. 괜찮아요.. 당신은 단지 특별할 뿐 이니까요
4. 이별에 대처하는 우리의 자세
5. 그냥 그런 이야기
6. 붉은 낙타
7. 슬픔에 관하여
8. 기다린 날도 지워질 날도
9. 못말리는 봉팔이
10. 동문서답
11. 유치뽕 +hidden track

- 드림팩토리 클럽 회원판매 전용 음반. 후일 소량이 오프라인 소매물량으로 나온것이 확인되었다. 현재는 드림팩토리 전용 인터넷쇼핑몰 드림드림에서 구매 가능.
- <한사람을 위한 마음>과 <고백송>이 히든트랙으로 수록되어 있다.

무적전설 (無敵傳設)
- 발매일 : 1999년 11월

CD 1 (+97 DreamFactory Tour)
1. 멋있게 사는 거야
2. 애원
3. 그냥 그런 이야기 + 너의 나라
4. 백일동안
5. Jerry Jerry Go Go
6. 끝... & More

CD 2 (+98 Silence Tour)
1. 기다린 날도 지워질 날도
2. 내게
3. 프란다스의 개
4. 한사람을 위한 마음
5. 잃어버린건... 나
6. 악녀 탄생
7. Boogie Woogie
8. 세상에 뿌려진 사랑만큼
9. 가족
10. 크리스마스에는
11. 이별에 대처하는 우리의 자세
12. 덩크슛
13. 흡혈귀
14. 붉은 낙타

CD 3 (+99 無敵 Tour)
1. A Prelude
2. 좋은날
3. 그대는 모릅니다
4. 세 가지 소원
5. 그들이 사랑하기까지
6. 당부
7. 다만
8. 침묵의 기록
9. 세월이 가면
10. 귀신 소동
11. 루머
12. 고함
13. 천일동안
14. Encore
15. 애인간수
16. Let It All Out
17. 변해가는 그대
18. A Postlude

- 이승환의 두 번째 라이브 앨범.
- CD 1 은 PC CD-rom 데이터로 뮤직비디오, 디스코그래피, 드림팩토리 소개 등의 내용이 수록되어 있다.
- 초판의 경우 CD 2 <이별에 대처하는 우리의 자세>에 재생오류가 있다.

Long Live DreamFactory
- 발매일 : 2000년 5월

CD 1 (이미 불렀기)
1. 내가 너의 곁에 잠시 살았다는 걸 [토이 (TOY)]
2. 작별 [이소은]
3. 마법의 성 [더 클래식]
4. 세레나데 [최진우]
5. That's Entertainment [이소은]
6. 사자왕 [이승환]
7. 그대가 이 세상에 있다는 것만으로 [김광진]
8. 습관 [롤러코스터]
9. 바램 [토이 (TOY)]
10. 크리스마스 히스테리 [이소은]
11. 유치뽕 [이승환]
12. 세레나데 [최진우]
13. 나의 옛 친구 [이승환]

CD 2 (새로 부르기)
1. 그대가, 그대를... [이승환]
2. 구원 [이소은]
3. 선물 Part II (MEMORY...) [유희열]
4. 이사분기 [이규호]
5. Baby Baby [MOVE]
6. 소식 [김효수 / 원현정]
7. 착한 내 친구 [이승환]
8. 나의 아이에게 [황성제]
9. 안심 [변재원]
10. 넌 아냐 [이승환]
11. 인간말종 [BAND]
12. 세 가지 소원 [이규호]
13. 사랑해 주야 [황성제]
14. 이젠 쉼 [이승환]

VCD (뮤직비디오 보기)
1. 천일동안 [이승환]
2. 세 가지 소원 [이승환]
3. 이별에 대처하는 우리의 자세 [이승환]
4. 엉뚱한 상상 [최진우]
5. 세레나데 [최진우]
6. 붉은 낙타 [최진우]
7. 애원 [이승환]
8. 작별 [이소은]
9. 3주만 사귀어봐 [이소은]
10. 서방님 [이소은]
11. 가족 [이승환]
12. 침묵의 기록 [이승환]
13. 다만 [이승환]
14. 그대는 모릅니다 [이승환]
15. 당부 [이승환]
16. 착한 내 친구 [이승환]

- 드림 팩토리소속 아티스트들의 음악을 모은 컴필레이션 음반.

Serious Day
1. Inmost
2. 망각
3. 왜
4. 어둠 그 별빛
5. 사랑일 뿐이야
6. 푸념
7. 붉은 낙타
8. 악연
9. 아이에서 어른으로
10. 안식
11. 위험한 낙원
12. 루머
13. 觀(관)
14. 새대가리
15. 나의 영웅

His Ballad II
1. 꽃
2. 기다린 날도 지워질 날도
3. 아무 말도
4. 세상에 뿌려진 사랑만큼
5. 세 가지 소원
6. Christmas Wishes
7. 잘못
8. 환생연
9. 그대가 그대를
10. 가을 흔적
11. 사랑하나요
12. 승리
13. 내게
14. 당부
15. 그대는 모릅니다
16. 지금쯤 너에게

반란 (反亂)
- 발매일 : 2005년 11월 22일

CD 1
1. 세상에 뿌려진 사랑만큼
2. 마지막 인사
3. 세 가지 소원
4. 가족
5. 동지
6. 퀴즈쇼
7. 그대가 그대를
8. 외면
9. 당부
10. Inmost
11. 변해가는 그대

CD 2
1. 내게
2. 못 말리는 봉팔이
3. 사랑하나요
4. 심장병
5. 그대는 모릅니다
6. 덩크슛
7. Let It All Out
8. Jerry Jerry Go Go
9. 착한 내 친구
10. 물어 본다
11. 천일동안

VCD
1. 멋있게 사는 거야
2. Happy Wedding song
3. 한 사람을 위한 마음
4. 텅 빈 마음
5. 너를 향한 마음
6. 붉은 낙타
7. Let It All Out
8. Jerry Jerry Go Go
9. 이별에 대처하는 우리의 자세
10. 세월이 가면
11. 끝

- 이승환의 세 번째 라이브 앨범.

말랑 (Mallang)
1. 징글ha-day
2. 내맘이 안그래
3. 사랑,착각 상처
4. 첫사랑
5. 바람의 노래는 슬프지 않아요

몽롱 (Monglong)-말랑 리패키지 앨범
1. 슈퍼히어로(Feat. 슈퍼키드 허첵&파자마징고)
2. 비겁한 애견생활
3. 징글ha-day(feat.45RPM/박신혜)
4. 내맘이 안그래
5. 사랑착각상처
6. 첫사랑
7. 바람의 노래는 슬프지 않아요
8. 사랑하나요?!
9. 제리제리고고
10. 덩크슛

환타스틱프렌즈 (Hwantastic Friends)-데뷔 20주년 기념 앨범
1. 좋은날II(feat.서우)
2. My fair lady
3. 심장병
4. 세상에 뿌려진 사랑만큼
5. 체념을 위한 미련
6. 내가 바라는 나
7. 덩크슛
8. 텅빈마음
9. 크리스마스에는
10. 붉은낙타

## 기타매체
After the show
- 발매일 : 1995년 7월

-
- VHS & VCD. 1992년의 The show 공연 실황 수록.

Backstage Pass
- 발매일 : 1995년

-
- PC CD-rom. 인터뷰, 뮤직비디오, 콘서트 뒷이야기등이 수록.

이승환 DFC 비디오
- 발매일 : 1997년

-
- VHS. 이승환의 뮤직비디오와 드림팩토리 아티스트&스탶들의 인터뷰 수록.

이승환 무적전설 비디오
- 발매일 : 1999년

-
- VHS. 1999년 이승환의 무적전설 투어 공연 실황 수록.

'사상최악의 날리부르스
- 발매일 : 2001년 10월 10일

-
- VCD. '세기말 날리 부르스', '사상최樂의 콘서트', '첫 번째 차카게 살자' 콘서트의 실황 하이라이트 수록.
- 드림팩토리 공식 커뮤니티 사이트 쎈넷 보관됨 2020-12-02 - 웨이백 머신 에서만 판매했었다.

이승환 끝장콘서트 live DVD
- 발매일 : 2004년 3월 19일

DVD 1
1. intro(사자왕)
2. 이별에 대처하는 우리의 자세
3. 동지
4. 세가지 소원
5. 내게
6. 춤바람
7. 위험한 낙원
8. 세상에 뿌려진 사랑만큼
9. 가족
10. 당부
11. 고함
12. 붉은낙타
13. inmost
14. 멋있게 사는거야

DVD 2
1. 너의 나라 나의 영웅
2. Let it all out
3. 천일동안
4. 그대가 그대를
5. 그냥 그런 이야기
6. 제리 제리 고고
7. 변해가는 그대
8. outro(끝)

- Special Features

*Making the 끝장 : 공연스케치,테크니컬리포트,팬클럽(22-23분)
*Staff들의 수다 : 공연후 이승환과 staff들과의 방담(20분내외)
*고백송 : 고백송(05`04˝04)
*Deleted Songs : Artist cut으로 수록되지 않은 곡들중 좋은 cut 편집 (08`42˝23)
1. 그대는 모릅니다
2. 착한 내 친구
3. 덩크슛
4. 헫뱅
5. 왜
6. 기다린 날도 지워질 날도

*Films on the stage : 공연 때 활용한 드림팩토리 자체 영상 제작물
1. DREAMFACTORY TOUR Intro
2. DREAMFACTORY TOUR member info
3. DREAMFACTORY TOUR Outro
4. 無敵TOUR intro
5. 無敵TOUR 공익 광고
6. SSEN TOUR Intro
7. SSEN TOUR DF CF Ⅰ
8. SSEN TOUR DF CF Ⅱ
9. SSEN TOUR DF CF Ⅲ

*이스터 에그 및 DF-CF(드팩의 연기자들이 총출동하여 드림팩토리를 소개하는 영상) 수록
- 2003년 5월 17일 서울특별시 용산구 전쟁기념관에서 열린 <끝장>콘서트의 실황 수록.
- 발매 패키지에는 조립식 에그로보 페이퍼크래프트,HIS Ballad 2,화보집,드림팩토리일보,현장큐시트,테크니컬 리포트 등이 수록되어 있다.
- 이스터 에그로 5집 Cycle <애원> 의 뮤직비디오 일부가 삽입되어있다. 당시 귀신이 뮤직비디오에 등장한다고 하여 조작 논란에 휘말리기도 했었다.
- DVD spec
- 더빙:한국어, 자막:한글, 화면비율:Fullscreen 4:3, 주사방식:NTSC 오디오:DTS,DD 2.0, 녹화방식:Dual Layer, 지역코드:all.

## 외부참여음반
92 내일은 늦으리 (환경보존 슈퍼 앨범)
- 발매일 : 1992년 11월

1번트랙 <더 늦기 전에> 참여
5번트랙 <봄의 미소> 직접 부름
93 내일은 늦으리 (환경보존 슈퍼 앨범)
- 발매일 : 1993년

1번트랙 <내일은 늦으리> 참여
6번트랙 <지금 미래가 시작되고 있다> 직접 부름
푸른하늘 6집 - The Blue Sky 'Final Sound`
- 발매일 : 1993년

5번트랙 <마지막, 그 아쉬움은 기나긴 시간속에 묻어둔채...> 참여
MBC 창작동요 대상곡 모음집
- 발매일 : 1993년

11번트랙 <하늘나라동화> 직접 부름
94 내일은 늦으리 (환경보존 슈퍼 앨범)
- 발매일 : 1994년

1번트랙 <내일은 늦으리> 참여
4번트랙 <지금 미래가 시작되고 있다 Ⅱ> 직접 부름
THE CLASSIC 1집
- 발매일 : 1994년 7월 20일

4번트랙 <JERRY JERRY GO GO> 직접 부름
8번트랙 <엘비나> 직접 부름
오태호 2집 - 허무, 그 진실한 시작, 그 자유로움 
- 발매일 : 1994년 11월

8번트랙 <그대만의 전설> 직접 부름
윤종신 4집 - 공존 
- 발매일 : 1995년 4월

5번트랙 <아버지의 사랑처럼> 참여
공일오비 6집 - The Sixth Sense
- 발매일 : 1996년 5월

3번트랙 <독재자> 참여
10번트랙 <나의 옛 친구> 직접 부름
최진우 1집 - Joke
- 발매일 : 1996년

8번트랙 <너와 함께> 참여
이장우 2집 - 長友
- 발매일 : 1996년

5번트랙 <청춘예찬> 작사, 작곡
토이 3집 - Present
- 발매일 : 1997년 10월

5번트랙 <애주가> 참여
김장훈 4집 - Kim jang hoon#1998 Ballads For Tears 
- 발매일 : 1998년 2월

3번트랙 <사노라면> 참여
강수지 9집 - Wish 
- 발매일 : 1998년 10월

5번트랙 <이제야 이별할 수 있어요> 참여
이소은 1집 - 소녀
- 발매일 : 1998년 12월

9번트랙 <THAT`S ENTERTAINMENT> 참여
Now n New
- 발매일 : 1999년 4월 21일

1번트랙 <하나되어> 참여
- 16번트랙에 <유치뽕> 이 수록되어 있다.

양파 3집 - 개구리 연못 속의... 날다
- 발매일 : 1999년 6월

9번트랙 <그대 아니었다면> 참여
이소은 2집 - 신비
- 발매일 : 2000년 1월 14일

7번트랙 <첫 무도회> 참여
김현정 3집 - 멍
- 발매일 : 2000년 5월 22일

4번트랙 <너 정말?> 작사 및 작곡
김현식 헌정앨범(10주기기념) - Tribute To KIM HYUN SIK
- 발매일 : 2000년 11월 17일

18번트랙 <어둠 그 별빛> 직접 부름
- <어둠 그 별빛> 은 후에 Serious day앨범에 수록된다.

내츄럴 (Natural) 1집 - The 1st
- 발매일 : 2001년 3월 21일

3번트랙 <내 여자친구가 되어줄래> 직접 부름
들국화 헌정앨범 - A Tribute To 들국화
- 발매일 : 2001년 2월 13일

5번트랙 <사랑일뿐이야> 직접 부름
- <사랑일뿐이야>는 후에 Serioud day앨범에 수록된다.

토이 5집 - Fermata
- 발매일 : 2001년 5월 10일

17번트랙 <좋은 사람 (Sad Story)> 직접 부름
이가희 1집 - Ga-Hee Lee Vol.1
- 발매일 : 2001년 9월 18일

9번트랙 <얄짤무> 작사, 작곡
내츄럴 (Natural) 2집 - The Natural
- 발매일 : 2002년 4월 20일

4번트랙 <이대로 우리 그냥> 직접 부름.
HUE 1st Album
- 발매일 : 2003년 9월 26일

12번 트랙 <King Of The Kick (Song For Bruce Lee)> 직접 부름
장금이의 꿈 OST
- 발매일 : 2006년 3월 13일

7, 8번트랙 <달빛소녀> 직접 부름
- <달빛소녀>는 후에 Hwantastic앨범에 수록된다.

少女チャングムの夢 OST
- 발매일 : 2006년 10월 18일

7, 8번트랙 <月明かりの少女> 직접 부름
- 장금이의 꿈 OST의 일본 발매판.

강아지 이야기
- 발매일 : 2007년 9월 13일

Mint Paper 컴필레이션의 1번트랙 <비겁한 애견생활> 직접 부름.
얼렁뚱땅 흥신소 O.S.T
- 발매일 : 2007년 10월 17일

5번트랙 <슈퍼히어로> 직접 부름
- KBS의 월화 드라마 얼렁뚱땅 흥신소의 사운드트랙.

순정만화 O.S.T
- 발매일 : 2008년 11월 10일-디지털싱글 발매기준

1번트랙 <Happily Ever After> 직접 부름
- 영화순정만화의 디지털사운드트랙으로 최초공개되었으며, 후에 CD로 발매되었다.

순정만화 O.S.T
- 발매일 : 2008년 12월 2일

2번트랙 <Happily Ever After> 직접 부름
- 영화순정만화의 사운드트랙 CD로 발매되었다.

달콤한 거짓말 O.S.T
- 발매일 : 2008년 12월 18일

2번트랙 <좋은날> 배우 버전을 편곡
17번트랙 <좋은날> 브라운아이드걸스 버전을 편곡
- 영화달콤한 거짓말의 사운드트랙 CD로 발매되었다.